# ウィリアム・D・ポーター (駆逐艦)
ウィリアム・D・ポーター (USS William D. Porter, DD-579) は、アメリカ海軍の駆逐艦。フレッチャー級。艦名は南北戦争で装甲砲艦「エセックス」を指揮して活躍したウィリアム・D・ポーター代将に因む。アメリカ海軍において「ウィリアム・D・ポーター」の名を持つのはこの艦のみである。
今日では真偽の怪しい話も含めて「不幸な艦」であったと言及されることが多い。

## 艦歴

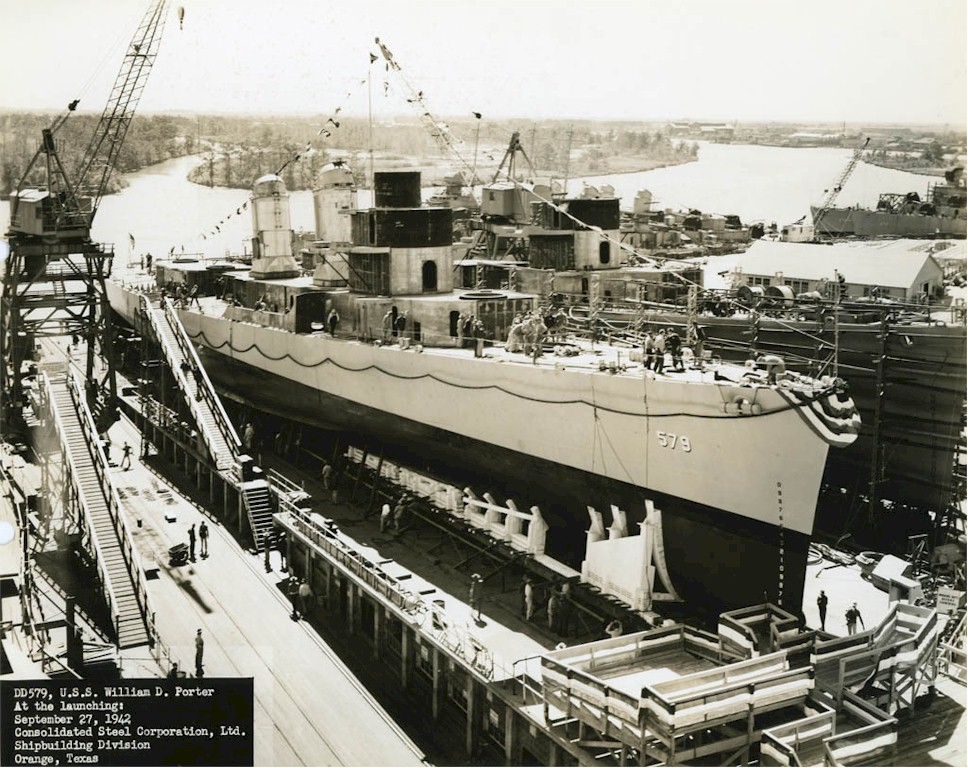
進水式に臨む「ウィリアム・D・ポーター」。

「ウィリアム・D・ポーター」は1942年5月7日にテキサス州オレンジのコンソリデーテッド・スチールで起工、1942年9月27日にメアリー・エリザベス・リーダーの手で進水した。その後、1943年7月6日にウィルフレッド・A・ウォルター少佐の指揮の下で就役した。

### 大西洋での活動
「ウィリアム・D・ポーター」は就役から間もなくオレンジを出港し、テキサス州ガルベストンとルイジアナ州アルジアーズを経由し、1943年7月30日に公試のためキューバのグアンタナモ湾へ向かった。1ヶ月後の公試完了後、バミューダを経由して9月7日にサウスカロライナ州チャールストンに到着した。チャールストンで公試後の修繕を行った後、月末にバーニジア州ノーフォークへ移動し、空母「イントレピッド (USS Intrepid, CV-11) 」ら大西洋艦隊の僚艦と共に、約5週間にわたって演習を実施した。

### 戦艦「アイオワ」を誤射
1943年11月12日、「ウィリアム・D・ポーター」は戦艦「アイオワ (USS Iowa, BB-61) 」と合流した。「アイオワ」には、カイロ会談とテヘラン会談に参加するため北アフリカへ向かう大統領フランクリン・ルーズベルトが乗艦していた。
「アイオワ」と合流するためノーフォークを出港する際に、艦尾を旋回させた「ウィリアム・D・ポーター」の錨が停泊中の姉妹艦の手摺や救命ボート架を破損させる事故を起こした。
不幸な事故に遭遇していた。ウィリアム・D・ポーターが艦尾方向へ移動した際に、錨が停泊していた姉妹艦の手すりとボートダビッドを切り裂いてしまったのである。翌11月13日には、波浪によって甲板から爆雷1発が海中に落下して爆発した。その結果、Uボートからの魚雷攻撃だと誤解した「アイオワ」と護衛艦艇が一斉に回避行動を行った。ただし「ウィリアム・D・ポーター」と「アイオワ」の航海日誌には、同日に爆雷の喪失やUボートの捜索について言及はない。双方の日誌に言及があるのは、「ウィリアム・D・ポーター」の第3ボイラーが配管故障を起こした結果、艦隊から落伍してしまい、第4ボイラーが稼働するまでその状態が続いたことだけである。
11月14日、ルーズベルトの要望によって、「アイオワ」の戦闘能力を実演すべく対空戦闘訓練が執り行われた。演習は標的として多数のバルーンを放って行われた。バルーンの多くは「アイオワ」の対空砲手によって撃ち落とされ、少数のバルーンは「ウィリアム・D・ポーター」の方へ流れて同艦によって撃墜された。また、「ウィリアム・D・ポーター」と他の護衛艦艇は「アイオワ」を敵艦に見立てて雷撃を想定した訓練を実施した。ところが、「アイオワ」に向けられていた「ウィリアム・D・ポーター」の第2魚雷発射管から突然魚雷1本が発射されたことで、訓練は混乱に陥ることになった。
「ウィリアム・D・ポーター」は直ちに「アイオワ」に対し魚雷接近を知らせようとしたが、無線封止の指示を守って発光信号で連絡を行った。しかし魚雷の進路を見誤り、さらに魚雷を海に放ったということよりも「ウィリアム・D・ポーター」が後退しつつあるという内容の誤ったメッセージを繰り返した。危機的な状況に、ついに無線封止を破り、「アイオワ」に魚雷が接近しつつあるという警告を暗号を用いて発信した。「アイオワ」は魚雷を回避すべく急転舵を行った。その間ルーズベルトは魚雷が接近しつつあるという脅威を認識し、様子が見られるようシークレットサービスに彼の車椅子を戦艦の端へ移動させるように頼んだ。それから程なくして、魚雷は「アイオワ」の約3,000ヤード (2,700 m) 後方の航跡の中で爆発した。「アイオワ」に損害はなかった。これらの事件は14時36分の魚雷発射から14時40分までの約4分間に起こったことであった。
事件後、「ウィリアム・D・ポーター」と乗員は事件の取調べのためにバミューダへ向かうように命じられた。ルーズベルトはこの出来事を事件ではなく事故として扱うように介入したものの、「アイオワ」に魚雷が発射されないように魚雷の雷管を外していなかった過失によって水雷分隊長ロートン・ドーソンには労働刑が課せられた。艦長のウォルター少佐は更迭されることはなく、1944年5月30日まで「ウィリアム・D・ポーター」の艦長職に留まった。彼は後に他の艦でも艦長を務め、最終的には少将に昇進している。「ウィリアム・D・ポーター」は1943年11月16日から23日までバミューダに滞在したが、艦の日誌には海兵隊員が待機していたことや乗員全員が「逮捕」されたという記述はない。
11月25日にノーフォークへ戻った「ウィリアム・D・ポーター」は、太平洋方面へ送られることになった。12月4日に出発し、トリニダード島を経由して12月12日にパナマ運河へ到着した。運河を通過して19日から21日までサンディエゴで過ごし、アリューシャン列島での活動で必要とされる防寒服やその他の装備品を積み込んだ。

### 北太平洋での活動
1943年12月29日、「ウィリアム・D・ポーター」はウナラスカ島ダッチハーバーに到着し、第94任務部隊に加わった。1944年1月2日から4日にかけてダッチハーバーからアダック島へ向かい、1月7日にハワイへ向かうまで訓練任務に従事した。1月22日に真珠湾へ入港し、2月1日に駆逐艦母艦「ブラックホーク(USS Black Hawk, AD-9) 」を護衛して再びアダック島へ向かった。2隻は9日後に到着し、その後4ヶ月間「ウィリアム・D・ポーター」は第94任務部隊で比較的平穏な時間を過ごした。アリューシャン列島の様々な島を巡り、主に対潜護衛を行った。
1944年5月30日に「ウィリアム・D・ポーター」の艦長がウォルター少佐からチャールズ・M・キース中佐（アナポリス1932年卒）に交代した。
6月10日、「ウィリアム・D・ポーター」はアッツ島を出て千島列島を目指した。第94任務部隊は13日の早朝に到着し、松輪島の目標へ午前5時13分から艦砲射撃を開始した。20分後、「ウィリアム・D・ポーター」のレーダーが左舷方向から55ノット (102 km/h) 超で接近する正体不明の水上目標を捉えた。レーダー手はその目標を敵の魚雷艇であろうと判断し、「ウィリアム・D・ポーター」は松輪島への砲撃を中断して新たな標的へ砲撃を行った。すぐにレーダースクリーンから目標の反応が消え、第94任務部隊の砲火の犠牲になったものと思われた。程なくして、任務部隊は任務を完遂し給油のためにアッツ島へ戻っていった。
6月24日、「ウィリアム・D・ポーター」と第94任務部隊は千島列島での2度目の任務を行うためアッツ島を出発した。2日後に海上の霧はだんだん濃くなっていき、26日に幌筵島沖へ到着した時点で視界は200ヤード程度まで下がっていた。艦砲射撃を行った後に、第94任務部隊と共にアリューシャン列島へ戻った。1ヶ月の訓練を行ってから、アリューシャン列島での最後の任務のために8月1日クルク湾を出発した。2日後、第94任務部隊は敵の双発爆撃機に追尾され、護衛の駆逐艦が対空砲火を行った。これは任務における唯一記述すべき出来事だった。なぜなら悪天候と敵の偵察機の出現によって、翌日に任務は中止されたからである。「ウィリアム・D・ポーター」は8月4日にアッツ島のマサカー湾に投錨した。
1ヶ月間の対潜哨戒の後、「ウィリアム・D・ポーター」は西太平洋での活動に備えてサンフランシスコで短期間の入渠を行った。修理完了後、9月27日にサンフランシスコを出港し、10月2日にオアフ島へ到着した。真珠湾沖で2週間の訓練を行った後、18日に西太平洋へ向けて出発した。12日後、アドミラルティ諸島マヌス島のゼーアドラー湾へ入った。11月初めにマヌス島を出てホーランディアからレイテ島へ攻撃貨物輸送艦「アルシャイン(USS Alshain, AKA-55) 」を護衛した。

### フィリピンの戦い
「ウィリアム・D・ポーター」の西太平洋に到着はレイテ島の戦いに参加するのに遅すぎたものの、サンペドロ湾到着後の戦闘は未だ続いていた。錨を下ろして間もなく、日本軍機が在泊艦艇への空襲を仕掛けてきた。最初の機は射程外で近傍の駆逐艦の対空砲火に撃墜された。2機目の敵機が現れたものの、5インチ砲はその敵機を炎上させた。
「ウィリアム・D・ポーター」は同年の残りを、レイテ島、ホーランディア、マヌス島、ブーゲンビル島そしてミンドロ島で護衛任務に従事した。レイテ島からミンドロ島間を航行中だった12月21日、再び敵の空襲と戦うことになった。2機が低空飛行で接近し船団の近くに数発の爆弾を投下した。敵機が姿を現すとほぼ同時に主砲の射撃を開始したが、効果はなかった。投下された爆弾は艦からかなり離れたところに着弾したが、敵機の方も明らかに損害はなく離脱していった。間もなく、さらに4機の敵機が攻撃を仕掛けてきた。「ウィリアム・D・ポーター」は最も近い2機を射撃してそのうちの1機を撃墜した。2機目も近くの駆逐艦と共同で阻止された。残りの2機は無事に逃れていったものと思われた。真夜中にかけて船団は敵機に付きまとわれたものの、攻撃を仕掛けてくるほどの大胆さは持ち合わせていなかった。夜明け前に「ウィリアム・D・ポーター」は、物資を満載したまま放棄されていた敵舟艇を破壊した。ミンドロ島への護衛完了後、ルソン島への上陸に備えるため12月26日にサンペドロ湾へ戻った。
リンガエン湾での作戦の間、「ウィリアム・D・ポーター」はジェシー・B・オルデンドルフ率いる火力支援部隊第77.2任務群麾下のリンガエン湾支援群に参加した。1945年1月2日にサンペドロ湾を出撃し、翌日にレイテ湾で任務群に加わった。第77.2任務群はスリガオ海峡を抜けて南下し、それからミンダナオ海を横断してネグロス島南端を回り、そしてネグロス島、パナイ島、ミンドロ島、最後にルソン島の西岸をほぼ北に進んだ。
任務群がルソン島南西沿岸に到着すると、ルソン島を基地とする敵機の航続距離内に入った。1月5日の朝に特攻機を含む敵機が空襲を開始した。戦闘空中哨戒（CAP）の戦闘機が任務群に効果的な上空援護を提供していたため最初の空襲の間、「ウィリアム・D・ポーター」に出番はなかった。しかしながら、16時50分に最後の空襲で敵機がCAPを突破して攻撃を仕掛けてきた。17時13分頃に敵機のうち3機に対空射撃を開始したが、暗くなるにつれて対空砲火の効果が分からなくなっていった。空襲の間、重巡洋艦「ルイビル (USS Louisville, CA-28) と護衛空母「マニラ・ベイ (USS Manila Bay, CVE-61) 」が特攻機の突入により大損害を受けた。
6日の夜明け前、「ウィリアム・D・ポーター」は任務群の僚艦と一緒に上陸前の支援砲撃を行うためにリンガエン湾に入った。その日を通して、上陸支援にあたる艦艇に敵機が散発的な空襲を仕掛けてきた。その日の午後、友軍部隊の上陸を支援するために日本軍の沿岸砲台に砲撃を始めた。17時38分に1機の敵機が現れたが、対空砲火によって容易に撃墜した。それから2分後、今度は双発の一式陸上攻撃機が向かってきたがこちらも上手く撃ち落とした。一連の対空戦闘の後に、「ウィリアム・D・ポーター」は本来の上陸支援任務に戻った。
1月9日の上陸後、「ウィリアム・D・ポーターの任務は地上部隊が必要とした場合に火力支援を行うことと、敵に対して夜間の妨害砲撃を行うことに変わった。それから1月11日から18日にかけて、リンガエン湾沖で第77.2任務群と共に日本海軍の水上部隊の侵入を防ぐため待機した。18日に再びリンガエン湾へ入ってからは、沿岸部の地上部隊支援と泊地の対空・対潜警戒任務に従事した。2月3日には放棄されていた敵舟艇を砲撃し、日本側が上陸部隊への反撃や脱出に使用できないようにした。以降は2月15日まで対潜・対空警戒を継続した後、ドック型揚陸艦「リンデンワルド(USS Lindenwald, LSD-6) 」と「エッピング・フォレスト (USS Epping Forest, LSD-4) を護衛してグアム島へ向かった。

### 沖縄の戦い
一時的にリンガエン湾に戻った後、「ウィリアム・D・ポーター」は沖縄での戦闘を支援するためにレイテ島へ移動した。3月の初週までレイテ島に留まった後、西方諸島攻撃群の砲撃支援部隊に配属され、カブガン島で1週間の砲撃訓練に参加した。3月21日にフィリピンを離れ、25日朝に琉球諸島へ到着。実質的に無抵抗な慶良間諸島占領の支援を行う。3月25日から4月1日にかけて慶良間錨地における対空・対潜警戒を実施し、また地上部隊が時折遭遇した軽微な抵抗に対する支援砲撃も行っている。
しかし、4月1日朝から始まった沖縄本島での戦闘で「ウィリアム・D・ポーター」はモートン・デヨ少将の支援部隊である第54任務部隊に再加入することになった。沖縄本島占領を目指す地上部隊への火力支援を提供し、同時に第54任務部隊の大型艦艇の対空・対潜警戒と作戦を支援する掃海艇の援護も行った。4月1日から5月5日にかけて、8,500発を超える5インチ砲弾を沿岸目標とひっきりなしに侵攻部隊へ来襲する敵機へ撃ち込んだ。この期間中、航空機5機の撃墜を記録した。
九州や台湾を発進した日本軍機による空襲は続き、アメリカ側は速やかにレーダーピケット艦による警戒線を沖縄周辺に引いた。そして、「ウィリアム・D・ポーター」も5月初めにこの任務へ加わることになった。5月5日から6月9日にかけてレーダー・ピケット任務に従事し、艦隊へ接近する敵機を警戒すると共に、迎撃に向かう友軍機を敵機へ誘導した。また自らの対空砲火でも敵機を撃墜しており、誘導した友軍機によるものと合わせて7機の戦果を記録している。

### 最期

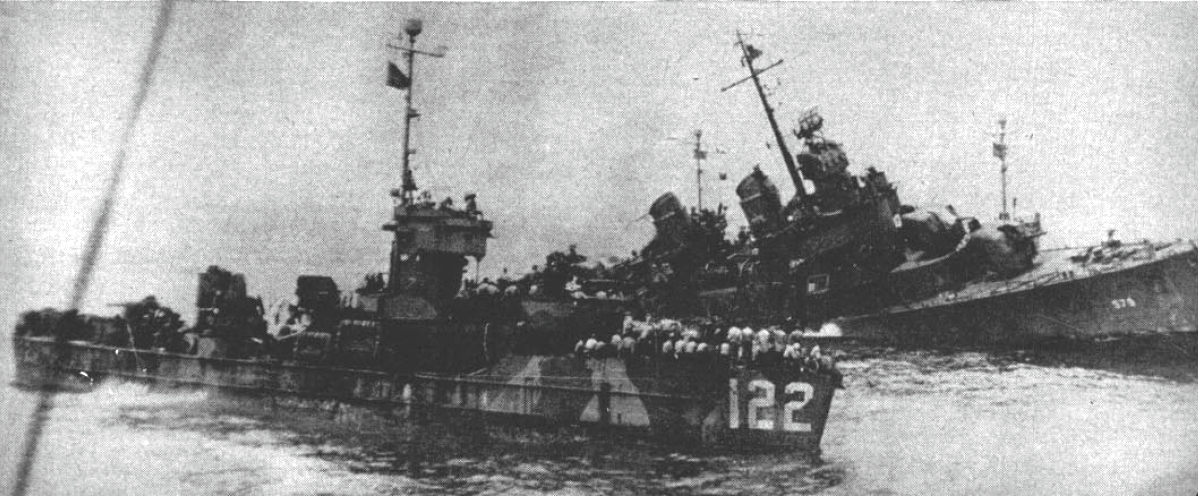
沈みつつある「ウィリアム・D・ポーター」（奥）と救援活動にあたる上陸支援艇「LCS(L)(3)-122」。1945年6月10日。

1945年6月10日、「ウィリアム・D・ポーター」は類のない神風攻撃を受けて致命傷を受けた。午前8時15分、旧式な九九式艦上爆撃機が突然雲から飛び出すと「ウィリアム・D・ポーター」めがけて突っ込んできた。「ウィリアム・D・ポーター」は特攻機を回避することに成功し、その九九式艦爆は至近の海面に落下した。ところがどういうわけか、爆弾を積んだ機体は「ウィリアム・D・ポーター」の真下へ入り込み、そこで爆発した。突如として、「ウィリアム・D・ポーター」の艦体は水中爆発によって海面から持ち上げられ、次いで海面に激しく叩きつけられた。これによって電力が喪失し蒸気配管が破断したほか、各所に火災も発生した。乗員は3時間にわたって消火活動と損傷の修理に奮闘しながら、何とか艦を救おうと活動した。しかしながら、それらの努力は結果として無駄であった。総員退艦が命じられてから12分後に「ウィリアム・D・ポーター」は右舷へ転覆し、艦尾から沈んでいった。奇跡的に、乗員に死者・重傷者が一人も出なかったのは不幸中の幸いであった。
「ウィリアム・D・ポーター」は1945年7月11日に海軍艦艇名簿から除籍された。

## 栄典
「ウィリアム・D・ポーター」は第二次世界大戦における戦功で4個の従軍星章を受章した。